# Носа-Сеньора-ди-Назаре

Носа-Сеньора-ди-Назаре на карте штата.

Носа-Сеньора-ди-Назаре (порт. Nossa Senhora de Nazaré) — муниципалитет в Бразилии, входит в штат Пиауи. Составная часть мезорегиона Северо-центральная часть штата Пиауи. Входит в экономико-статистический микрорегион Кампу-Майор. Население составляет 4556 человек на 2010 год. Занимает площадь 356,264 км². Плотность населения — 12,79 чел./км².

## Демография
Согласно сведениям, собранным в ходе переписи 2010 г. Национальным институтом географии и статистики (IBGE), население муниципалитета составляет:
| Полное население                               | Полное население                               | Полное население                               | Полное население                               | 4556  |
| ---------------------------------------------- | ---------------------------------------------- | ---------------------------------------------- | ---------------------------------------------- | ----- |
| в том числе:                                   | Городское население                            | 1363                                           | Процент городского населения, %                | 29,92 |
|                                                | Сельское население                             | 3193                                           | Процент сельского населения, %                 | 70,08 |
|                                                | Мужское население                              | 2331                                           | Процент мужского населения, %                  | 51,16 |
|                                                | Женское население                              | 2225                                           | Процент женского населения, %                  | 48,84 |
| Плотность населения, чел/км²                   | Плотность населения, чел/км²                   | Плотность населения, чел/км²                   | Плотность населения, чел/км²                   | 12,79 |
| Население муниципалитета в % к населению штата | Население муниципалитета в % к населению штата | Население муниципалитета в % к населению штата | Население муниципалитета в % к населению штата | 0,15  |

По данным оценки 2016 года, население муниципалитета составляет 4747 жителей.

## Статистика
- Валовой внутренний продукт на 2003 год составляет 5 732 046,00 реалов (данные: Бразильский институт географии и статистики).
- Валовой внутренний продукт на душу населения на 2003 год составляет 1455,20 реалов (данные: Бразильский институт географии и статистики).
- Индекс развития человеческого потенциала на 2000 год составляет 0,594 (данные: Программа развития ООН).